# 最優秀救援投手賞 (MLB)
最優秀救援投手賞（さいゆうしゅうきゅうえんとうしゅしょう、Reliever of the Year Award）とは、メジャーリーグベースボール（以下：MLB）で最も優秀な成績を収めた救援投手に与えられる賞。
アメリカンリーグ（以下：AL）とナショナルリーグ（以下：NL）でそれぞれ、マリアノ・リベラAL最優秀救援投手賞（Mariano Rivera AL Reliever of the Year Award）とトレバー・ホフマンNL最優秀救援投手賞（Trevor Hoffman NL Reliever of the Year Award）と呼ばれる。この賞は各リーグの代表的な救援投手であるマリアノ・リベラとトレバー・ホフマンにちなんで命名された。2005年から行われていた最優秀救援投手賞に変わって2014年に設立された。

## 最優秀救援投手賞（2014年 – ）

### マリアノ・リベラAL最優秀救援投手受賞者
| 年度 | 受賞者                     | チーム                         | セーブ | 防御率 | WHIP | 奪三振 | 投球回 | 出典  |
| ---- | -------------------------- | ------------------------------ | ------ | ------ | ---- | ------ | ------ | ----- |
| 2014 | グレッグ・ホランド         | カンザスシティ・ロイヤルズ     | 46     | 1.44   | 0.91 | 90     | 62.2   | [ 3 ] |
| 2015 | アンドリュー・ミラー       | ニューヨーク・ヤンキース       | 36     | 2.04   | 0.86 | 100    | 61.2   | [ 4 ] |
| 2016 | ザック・ブリットン         | ボルチモア・オリオールズ       | 47     | 0.54   | 0.84 | 74     | 67.0   | [ 5 ] |
| 2017 | クレイグ・キンブレル       | ボストン・レッドソックス       | 35     | 1.43   | 0.68 | 126    | 69.0   | [ 6 ] |
| 2018 | エドウィン・ディアス       | シアトル・マリナーズ           | 57     | 1.96   | 0.79 | 124    | 73.1   |       |
| 2019 | アロルディス・チャップマン | ニューヨーク・ヤンキース       | 37     | 2.11   | 1.11 | 85     | 57.0   |       |
| 2020 | リアム・ヘンドリックス     | オークランド・アスレチックス   | 14     | 1.78   | 0.67 | 37     | 25.1   |       |
| 2021 | リアム・ヘンドリックス (2) | シカゴ・ホワイトソックス       | 38     | 2.54   | 0.73 | 113    | 71.0   |       |
| 2022 | エマヌエル・クラセ         | クリーブランド・ガーディアンズ | 42     | 1.36   | 0.73 | 77     | 77.2   | [ 7 ] |
| 2023 | フェリックス・バティスタ   | ボルティモア・オリオールズ     | 33     | 1.48   | 0.92 | 110    | 61.0   |       |
| 2024 | エマヌエル・クラセ (2)     | クリーブランド・ガーディアンズ | 47     | 0.61   | 0.66 | 66     | 74.1   |       |

### トレバー・ホフマンNL最優秀救援投手受賞者
| 年度 | 受賞者                   | チーム                     | セーブ | 防御率 | WHIP | 奪三振 | 投球回 | 出典  |
| ---- | ------------------------ | -------------------------- | ------ | ------ | ---- | ------ | ------ | ----- |
| 2014 | クレイグ・キンブレル     | アトランタ・ブレーブス     | 47     | 1.61   | 0.91 | 95     | 61.2   | [ 3 ] |
| 2015 | マーク・マランソン       | ピッツバーグ・パイレーツ   | 51     | 2.23   | 0.93 | 62     | 76.2   | [ 8 ] |
| 2016 | ケンリー・ジャンセン     | ロサンゼルス・ドジャース   | 47     | 1.83   | 0.67 | 104    | 68.2   | [ 5 ] |
| 2017 | ケンリー・ジャンセン (2) | ロサンゼルス・ドジャース   | 41     | 1.32   | 0.75 | 109    | 68.1   | [ 6 ] |
| 2018 | ジョシュ・ヘイダー       | ミルウォーキー・ブルワーズ | 12     | 2.43   | 0.81 | 143    | 81.1   |       |
| 2019 | ジョシュ・ヘイダー (2)   | ミルウォーキー・ブルワーズ | 37     | 2.62   | 0.81 | 138    | 75.2   |       |
| 2020 | デビン・ウィリアムズ     | ミルウォーキー・ブルワーズ | 0      | 0.33   | 0.67 | 53     | 27.0   |       |
| 2021 | ジョシュ・ヘイダー (3)   | ミルウォーキー・ブルワーズ | 34     | 1.23   | 0.84 | 102    | 58.2   |       |
| 2022 | エドウィン・ディアス(2)  | ニューヨーク・メッツ       | 32     | 1.31   | 0.84 | 118    | 62.０  | [ 7 ] |
| 2023 | デビン・ウィリアムズ(2)  | ミルウォーキー・ブルワーズ | 36     | 1.53   | 0.92 | 87     | 58.2   |       |
| 2024 | ライアン・ヘルズリー     | セントルイス・カージナルス | 49     | 2.04   | 1.10 | 79     | 66.1   |       |

## デリバリー・マン・アワード（2005年 – 2013年）
レギュラーシーズンの4月から9月にかけて毎月選出されるデリバリー・マン・オブ・ザ・マンスは、「イエローリボン」という委員会によって選出される。これらの賞は2005年に設立され2013年まで表彰された。

### デリバリー・マン・オブ・ザ・イヤー受賞者
- 2005年 - マリアノ・リベラ
- 2006年 - マリアノ・リベラ (2)
- 2007年 - ジョナサン・パペルボン
- 2008年 - ブラッド・リッジ
- 2009年 - マリアノ・リベラ (3)
- 2010年 - ヒース・ベル
- 2011年 - ホセ・バルベルデ
- 2012年 - フェルナンド・ロドニー
- 2013年 - クレイグ・キンブレル

### デリバリー・マン・オブ・ザ・マンス受賞者
| 年     | 月  | 受賞者                         | 受賞者                                     |
| 年     | 月  | 選手                           | チーム                                     |
| ------ | --- | ------------------------------ | ------------------------------------------ |
| 2005年 | 4月 | ホセ・メサ                     | ピッツバーグ・パイレーツ                   |
| 2005年 | 5月 | トレバー・ホフマン             | サンディエゴ・パドレス                     |
| 2005年 | 6月 | チャド・コルデロ               | ワシントン・ナショナルズ                   |
| 2005年 | 7月 | ブラッド・リッジ               | ヒューストン・アストロズ                   |
| 2005年 | 8月 | トッド・ジョーンズ             | フロリダ・マーリンズ                       |
| 2005年 | 9月 | ライアン・デンプスター         | シカゴ・カブス                             |
| 2006年 | 4月 | ジョナサン・パペルボン         | ボストン・レッドソックス                   |
| 2006年 | 5月 | ジェイソン・イズリングハウゼン | セントルイス・カージナルス                 |
| 2006年 | 6月 | ボビー・ジェンクス             | シカゴ・ホワイトソックス                   |
| 2006年 | 7月 | ジョー・ネイサン               | ミネソタ・ツインズ                         |
| 2006年 | 8月 | フランシスコ・ロドリゲス       | ロサンゼルス・エンゼルス・オブ・アナハイム |
| 2006年 | 9月 | トレバー・ホフマン (2)         | サンディエゴ・パドレス                     |
| 2007年 | 4月 | フランシスコ・コルデロ         | ミルウォーキー・ブルワーズ                 |
| 2007年 | 5月 | トレバー・ホフマン (3)         | サンディエゴ・パドレス                     |
| 2007年 | 6月 | J・J・プッツ                   | シアトル・マリナーズ                       |
| 2007年 | 7月 | ビリー・ワグナー               | ニューヨーク・メッツ                       |
| 2007年 | 8月 | 斎藤隆                         | ロサンゼルス・ドジャース                   |
| 2007年 | 9月 | マニー・コーパス               | コロラド・ロッキーズ                       |
| 2008年 | 4月 | マリアノ・リベラ               | ニューヨーク・ヤンキース                   |
| 2008年 | 5月 | B・J・ライアン                 | トロント・ブルージェイズ                   |
| 2008年 | 6月 | フランシスコ・ロドリゲス (2)   | ロサンゼルス・エンゼルス・オブ・アナハイム |
| 2008年 | 7月 | ジョー・ネイサン (2)           | ミネソタ・ツインズ                         |
| 2008年 | 8月 | ホセ・バルベルデ               | ヒューストン・アストロズ                   |
| 2008年 | 9月 | ホアキム・ソリア               | カンザスシティ・ロイヤルズ                 |
| 2009年 | 4月 | ヒース・ベル                   | サンディエゴ・パドレス                     |
| 2009年 | 5月 | トレバー・ホフマン (4)         | ミルウォーキー・ブルワーズ                 |
| 2009年 | 6月 | ジョー・ネイサン (3)           | ミネソタ・ツインズ                         |
| 2009年 | 7月 | マリアノ・リベラ (2)           | ニューヨーク・ヤンキース                   |
| 2009年 | 8月 | ライアン・フランクリン         | セントルイス・カージナルス                 |
| 2009年 | 9月 | ホアキム・ソリア               | カンザスシティ・ロイヤルズ                 |
| 2010年 | 4月 | マット・キャップス             | ワシントン・ナショナルズ                   |
| 2010年 | 5月 | ラファエル・ソリアーノ         | タンパベイ・レイズ                         |
| 2010年 | 6月 | ボビー・ジェンクス (2)         | シカゴ・ホワイトソックス                   |
| 2010年 | 7月 | ラファエル・ソリアーノ (2)     | タンパベイ・レイズ                         |
| 2010年 | 8月 | ラファエル・ソリアーノ (3)     | タンパベイ・レイズ                         |
| 2010年 | 9月 | カルロス・マーモル             | シカゴ・カブス                             |
| 2011年 | 4月 | ヒューストン・ストリート       | コロラド・ロッキーズ                       |
| 2011年 | 5月 | J・J・プッツ (2)               | アリゾナ・ダイヤモンドバックス             |
| 2011年 | 6月 | ジョエル・ハンラハン (2)       | ピッツバーグ・パイレーツ                   |
| 2011年 | 7月 | ジョン・アックスフォード (2)   | ミルウォーキー・ブルワーズ                 |
| 2011年 | 8月 | クレイグ・キンブレル           | アトランタ・ブレーブス                     |
| 2011年 | 9月 | J・J・プッツ (3)               | アリゾナ・ダイヤモンドバックス             |
| 2012年 | 4月 | ジョナサン・パペルボン (2)     | フィラデルフィア・フィリーズ               |
| 2012年 | 5月 | ジム・ジョンソン               | ボルチモア・オリオールズ                   |
| 2012年 | 6月 | タイラー・クリッパード         | ワシントン・ナショナルズ                   |
| 2012年 | 7月 | アロルディス・チャップマン     | シンシナティ・レッズ                       |
| 2012年 | 8月 | アロルディス・チャップマン (2) | シンシナティ・レッズ                       |
| 2012年 | 9月 | クレイグ・キンブレル(2)        | アトランタ・ブレーブス                     |
| 2013年 | 4月 | ジェイソン・グリーリ           | ピッツバーグ・パイレーツ                   |
| 2013年 | 5月 | ジェイソン・グリーリ (2)       | ピッツバーグ・パイレーツ                   |
| 2013年 | 6月 | ジョー・ネイサン (4)           | テキサス・レンジャーズ                     |
| 2013年 | 7月 | グレッグ・ホランド             | カンザスシティ・ロイヤルズ                 |
| 2013年 | 8月 | クレイグ・キンブレル (3)       | アトランタ・ブレーブス                     |
| 2013年 | 9月 | グレッグ・ホランド (2)         | カンザスシティ・ロイヤルズ                 |